# Регацци, Роберто
Роберто Регацци (итал. Roberto Regazzi; род. 20 августа 1956 года, Болонья) — итальянский скрипичный мастер.
C 14 лет работал над созданием музыкальных инструментов — первоначально занимаясь гитарами под руководством Алана Уилкокса и Ренато Скролловецца. Затем поступил на физический факультет Болонского университета, однако оставил его, получив возможность стать учеником Отелло Биньями. Ещё во время обучения в 1979 году Регацци открыл свою мастерскую. Среди других мастеров, чьи традиции Регацци стремится продолжать, — прежде всего, Гварнери дель Джезу и Ансальдо Поджи.
В разное время на инструментах Регацци играли Борис Белкин, Руджеро Риччи и другие заметные музыканты.
Автор книги «Волшебство дерева» (англ. The Magic Of Wood, с предисловием Белкина), рассказывающей о 15 сделанных им инструментах, и основательной «Полной библиотеки музыкального мастера» (англ. The Complete Luthier's Library; 1990) — аннотированной библиографии по вопросам изготовления смычковых и щипковых инструментов. Опубликовал со своими комментариями трактат об изготовлении скрипок Джованни Антонио Марки (1786).
Состоит в нескольких профессиональных организациях, в том числе в Европейской ассоциации скрипичных мастеров.